# Karakol
Karakol (kirgiski: Каракол) prije Prževal'sk je grad u Kirgistanu u središnjoj Aziji. Administrativno je i gospodarsko središte Isjakulske oblasti u istočnom Kirgistanu, s populacijom od oko 67.100 stanovnika (2009. god.) četvrti je po veličini grad u državi.

## Povijest
Ruska vojna ispostava osnovana je 1. srpnja 1869. godine, Karakol je rastao u 19. stoljeću, brojni istraživači osvajali su obližnje planinske vrhove. Godine 1880. broj stanovnika naglo je skočio doseljavanjem Dungana, kineskih muslimana koji su bježali pred ratom u Kini.
Godine 1888., ruski istraživač Nikolaj Prževalskij umro u Karakolu od tifus, dok se pripremao za ekspediciju na Tibet, grad je preimenovan u Prževal'sk u njegovu čast. Nakon lokalnih protesta, grad je dobio svoj izvorni naziv natrag 1921. što je ponovo ukinuto 1939. od strane Staljina na proslavi stote obljetnice rođenja istraživača. Karakol je ostao Prževal'sk do propasti Sovjetskog Saveza 1991. Međutim ime je zadržalo selo u blizini Pristan'-Prževal'sk. 
Sovjetska vosjka koristila se jezero Issyk-Kul za testiranje torpeda te je u gradu živio veliki broj vojnika i njihovih obitelji. 

## Demografija
Karakol je četvrti grad po veličini u Kirgistanu nakon Biškeka, Oša i Žalalabata.
| broj stanovnika | 8108  | 13948 | 13366 | 46394 | 68272 | 67100 |
|                 | 1897. | 1907. | 1926. | 1970. | 1989. | 2009. |

## Gradovi prijatelji
- Asheville, Sjeverna Karolina, SAD
- Gebze, Kocaeli, Turska